# Перемога (станція метро, Харків)
«Перемо́га» — 30-та станція Харківського метрополітену на Олексіївській лінії, відразу за станцією «Олексіївська», кінцева станція цієї лінії. Відкрита 19 серпня 2016 року, а для обслуговування пасажирів — 25 серпня 2016 року. Біля станції розташовані Олексіївський ринок, трамвайна та тролейбусна лінії по проспекту Перемоги.
На сьогодні станція «Перемога» є останньою відкритою станцією метро в Україні.

## Технічна характеристика
Після відкриття станції «Перемога» загальна кількість станцій харківського метро сягла 30-ти, загальна експлуатаційна довжина ліній (між осями кінцевих) — 38,45 км, між тупиками — 40,87 км. Олексіївська лінія обігнала за кількістю станцій Салтівську. За загальною довжиною Харківський метрополітен залишається на четвертому місці серед 15-ти підземок колишнього СРСР та шостим серед 19-ти всієї Східної Європи.
Станція розташована в центрі Олексіївського житлового масиву під перетином проспектів Перемоги та Людвіга Свободи і має по одному виходу на кожну сторону перехрестя, на двох з них встановлені підйомники для маломобільних верств громадян. Очікується, що пасажиропотік на станції досягне 50 000 пасажирів на добу.

## Конструкція
Колонна трипрогінна станція мілкого закладення (глибина закладення — 8 м) з острівною прямою платформою.

## Колійний розвиток
Станція з колійним розвитком — 6-стрілочні оборотні тупики в кінці лінії.

## Проєктування
Проєкт станції метро «Перемога» було розроблено з урахуванням того, що станцією будуть користуватись також мешканці району П'ятихатки, а не лише Олексіївки. З боку П'ятихаток від мікрорайону, який жителі називають БАМ, було побудовано капітальну дорогу до Олексіївської балки і лісу, було встановлено зливну каналізацію, укладено бордюри і асфальтове покриття. Між П'ятихатками і Олексіївкою планували побудувати ще один великий житловий масив, ці три райони мали бути поєднані продовженим проспектом Перемоги з трамвайною і тролейбусною лініями із кінцевими зупинками на Харківському шосе (тролейбусне кільце мало бути на місці церкви Святої Тамари). Проте після розпаду СРСР цей проєкт було призупинено, на місці майбутнього нового житлового масиву побудували гольф-клуб. Тому після введення в експлуатацію станції «Перемога» жителі П'ятихаток мають можливість доїхати до неї лише окружною дорогою, що незручно і небезпечно з точки зору громадського транспорту.

## Будівництво
За програмою Харківської обласної ради станцію мали побудувати у 2009 році.
6 липня 2011 року Харківська міська рада ухвалила рішення про надання згоди КП «Харківський метрополітен» на придбання рухомого складу шляхом залучення кредитних коштів або на умовах фінансового або оперативного лізингу. Необхідність в нових складах виникла у зв'язку з відкриттям у грудні 2015 року станції метро «Олексіївська» і продовженням будівництва до станції метро «Перемога».
До 6 червня 2013 року планувалося завершення спорудження виходів зі станції № 3 та 4 субпідрядною організацією — компанією «Житлобуд-2».
10 листопада 2015 року мер Харкова Геннадій Кернес відвідав будівельний майданчик, і чиновники заявили, що за умови належного фінансування станцію буде відкрито до 23 серпня 2016 року.
19 серпня 2016 року Президент України Петро Порошенко урочисто відкрив 30-ту станцію Харківського метрополітену — «Перемога».
Для обслуговування пасажирів станція була відкрита о 15:00 25 серпня 2016 року.

## Фотогалерея

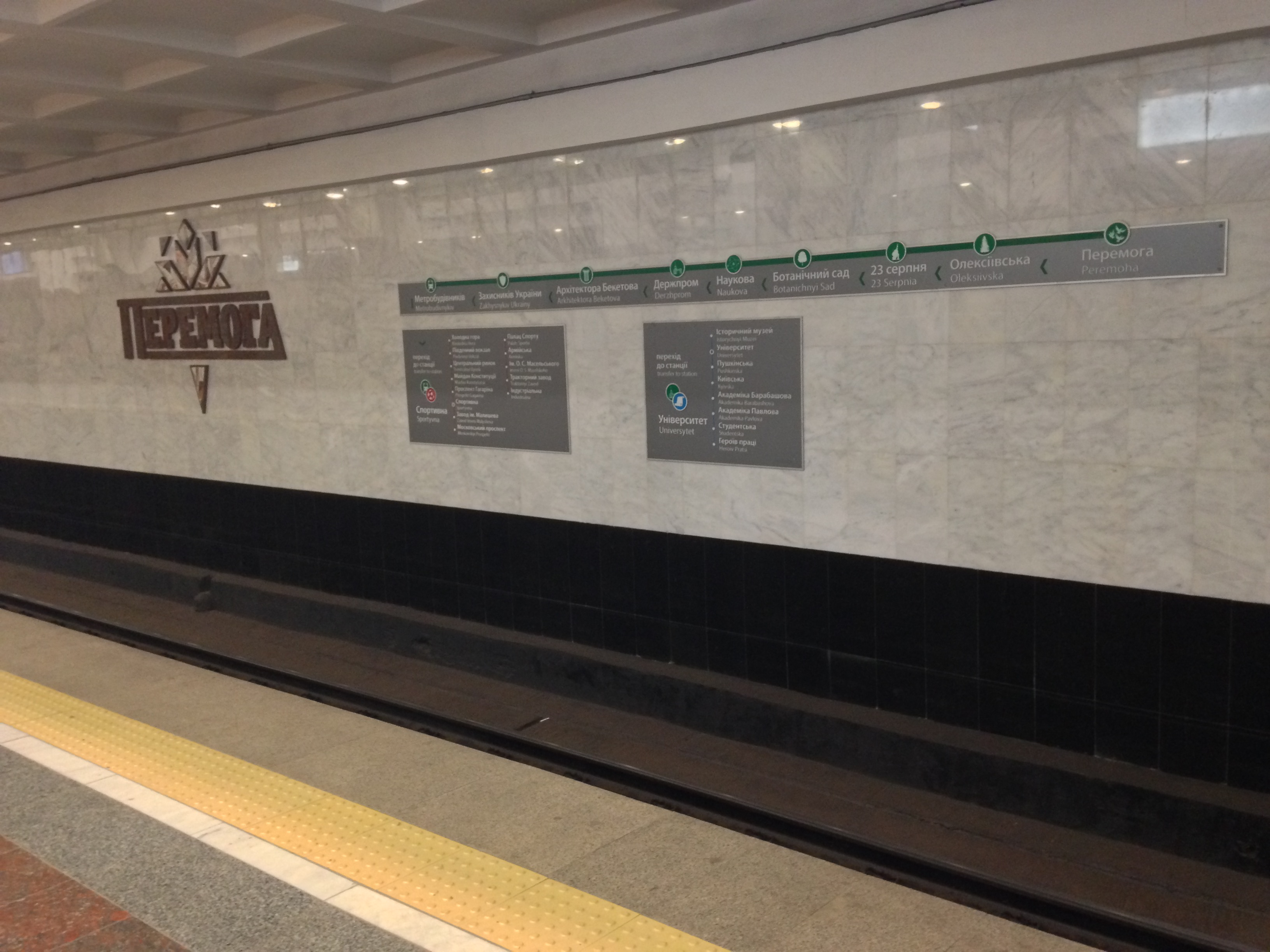
Колійна стіна
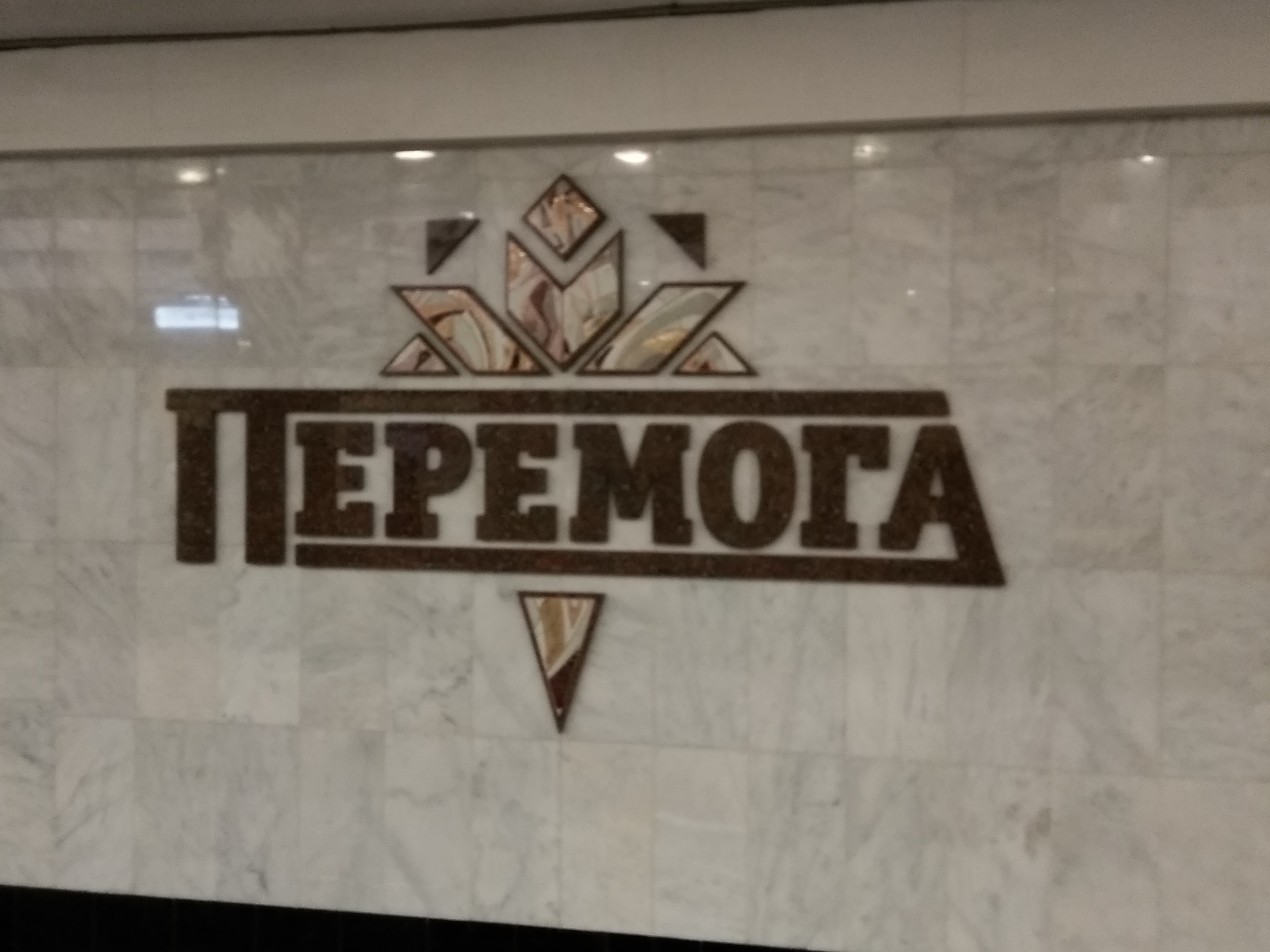
Дизайн таблички з назвою станції метро «Перемога»
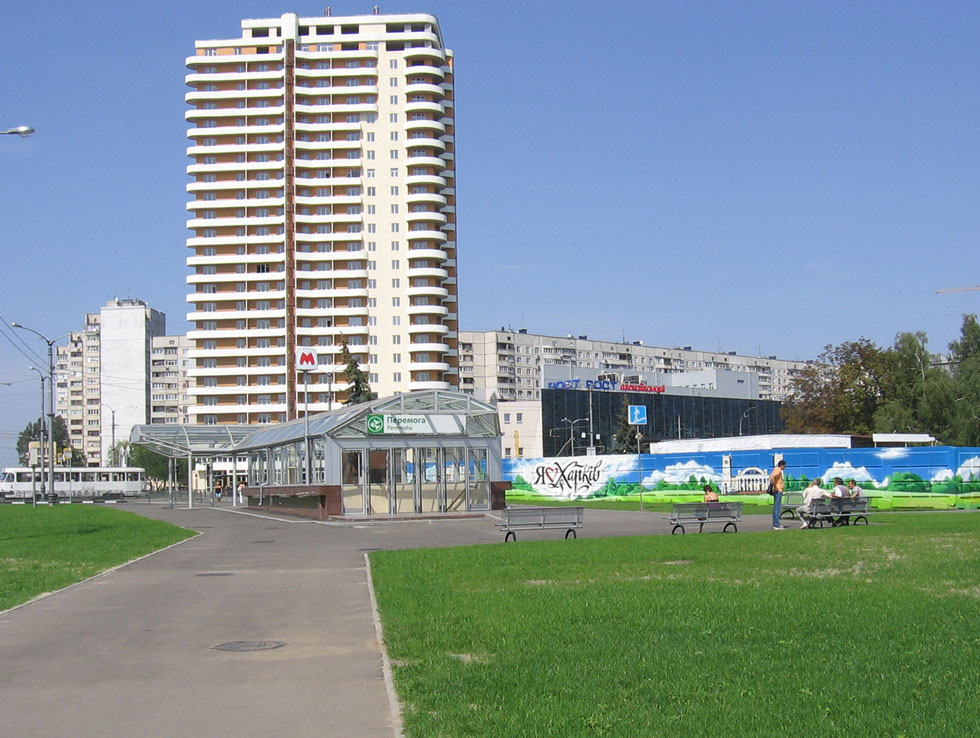
Вхід до станції
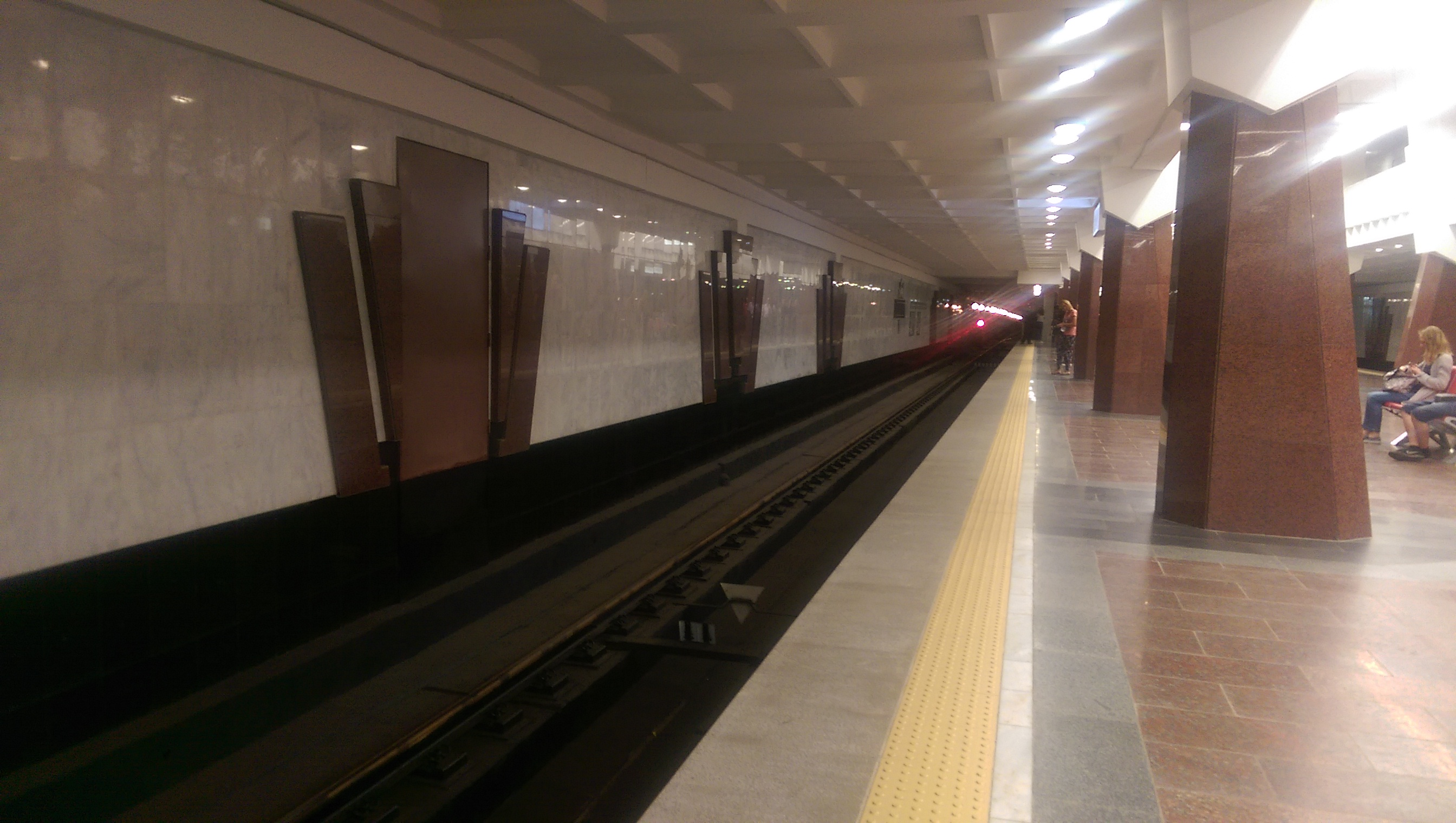
Посадкова платформа